# 倉田村 (鳥取県)
倉田村（くらたそん）は、1889年（明治22年）から1953年（昭和28年）の自治体名。当初は邑美郡、1896年（明治29年）から岩美郡に所属。
1953年（昭和28年）鳥取市に合併し、自治体として廃止された。現在、その地域の名称は倉田地区。

## 地名の由来
「倉田」という地名の由来は、1889年以前に存在した蔵田村から来ており、昔、倉田八幡宮に収める米の倉があったことに因む。

## 歴史
- 1877年（明治10年） - 天王島村が馬場村に合併。
- 1878年（明治11年） - 小島村が馬場村に合併。
- 1880年（明治29年） - 円通寺村の所属郡が邑美郡に変更。
- 1889年（明治22年）10月1日 - 町村制の施行により、馬場村・蔵田村・国安村・八坂村・橋本村・円通寺村が合併し、邑美郡倉田村が発足。
- 1896年（明治29年）4月1日 - 郡制の施行のため邑美郡・法美郡・岩井郡の区域が岩美郡となり、岩美郡倉田村となる。
- 1953年（昭和28年）7月1日 - 鳥取市への編入合併により廃止される。

## 学校
- 岩美郡倉田村立倉田小学校（現・鳥取市立倉田小学校）
- 宇倍野村外六ヵ村学校組合立邑法第二中学校 - 後の鳥取市立倉田中学校。1967年（昭和42年）4月、鳥取市立南中学校に統合

## 地理
- 主な山
  - 八坂山・橋本山
- 主な川
  - 千代川・山白川(大口堰土地改良区)・清水川（大口堰土地改良区）

## 特徴
米作りが盛ん。農業が盛ん。

## 旧倉田村内にある現在の主な施設
- Axisバードスタジアム（鳥取市営サッカー場）1995年開場
- 鳥取市立倉田地区公民館
- 鳥取市立倉田小学校
- 倉田八幡宮